# Inês de Castro Pressentindo os Assassinos (Metrass)
Inês de Castro Pressentindo os Assassinos é uma pintura a óleo sobre tela do pintor português do Romantismo Francisco Augusto Metrass (1825-1861) datada de 1855 e que está atualmente no Museu do Chiado, em Lisboa.
Esta obra de Metrass representa os momentos antecedentes do fim trágico de Inês de Castro que ocorreu a 7 de janeiro de 1355, após o rei D. Afonso IV, concordando com os seus conselheiros, ter ordenado o assassinato da mulher do seu filho, o infante D. Pedro, que ocorreu no paço de Santa Clara, em Coimbra, onde ela vivia.
A história de Inês de Castro atraiu, desde o séc. XVI, artistas e escritores (Garcia de Resende, por exemplo), e os pintores românticos, fascinados por essa história medieval de amor trágico, de crueza do poder face ao indivíduo, da lenda da coroação depois de morta, tratam o evento histórico tomando como fonte histórico-literária Os Lusíadas, associando ao tema o imaginário camoniano, uma das preferências do romantismo português.

## Descrição
Junto a uma cama de dossel revestida por capa vermelha, Inês de Castro, de robe branco, abraça desesperadamente os seus três filhos, virando receosamente o olhar para a esquerda (do espetador), donde vem a luz que ilumina a sala onde decorre a cena.
Metrass demonstra agilidade no claro-escuro (melo)dramático, reforçado pela máscara de medo de Inês, bem como no desenho das figuras, levando a composição ao sentimentalismo imediato, amargo e trágico. Metrass preferiu explorar não o clímax da morte (como Columbano irá fazer mais tarde), mas um momento em que pode explorar um máximo de ansiedade e dramatismo, invocando o sentimentalismo e a identificação imediatos do observador. É o momento em que Inês percebe que não irá escapar com vida e agarra-se desesperadamente aos filhos, tal como canta Camões.
A obra pertenceu à coleção do rei D. Fernando II (1816-1885) tendo sido integrado no MNAC em 1912.

## Estrofe deOs Lusíadas
Luís de Camões, na Estrofe 125 do Canto Terceiro de Os Lusíadas, canta assim a súplica de Inês antecedente ao seu fimː
Para o céu cristalino alevantando

Com lágrimas os olhos piedosos 

(Os olhos, porque as mãos lhe estava atando 

Um dos duros ministros rigorosos), 

E depois nos meninos atentando, 

Que tão queridos tinha e tão mimosos, 

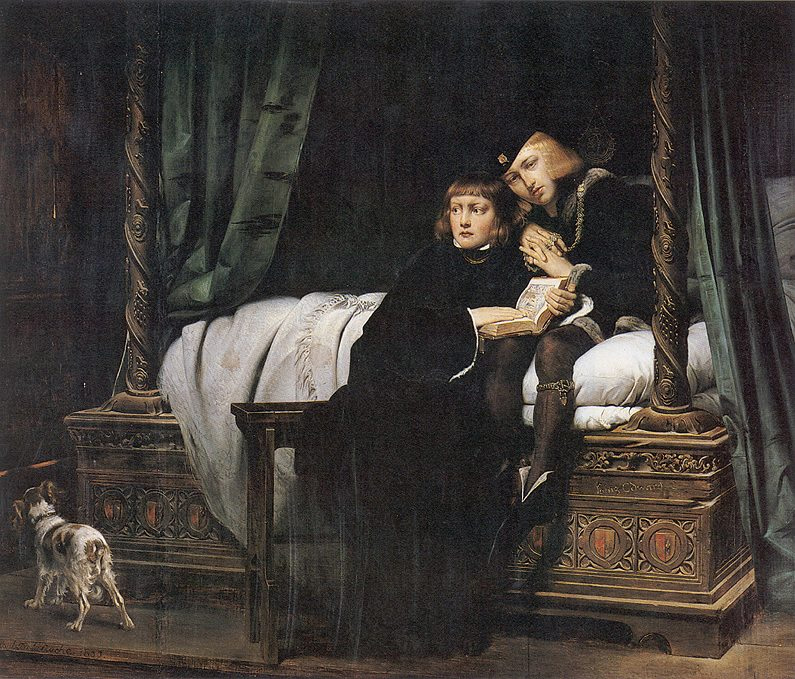
Os Filhos de Eduardo (ou O Rei Eduardo V e o Duque de York na Torre de Londres) (1830), de Paul Delaroche, no Museu do Louvre.

Cuja orfandade como mãe temia, 

Para o avô cruel assim dizia:

## Apreciação
Para Maria Aires Silveira, a paixão, a dor e a morte que envolveram os eventos históricos da vida de Inês de Castro cativaram o espírito melodramático de Metrass, provavelmente inspirado em Os Filhos de Eduardo de Paul Delaroche (imagem ao lado). O desfecho infeliz da história de amor entre Pedro e a “(...) linda Inês posta em sossego” serve o duplo pretexto de invocação mítica do medievalismo e da gesta camoniana. Metrass representa o momento do apelo dramático - “Para o céu cristalino alevantando, com lágrimas os olhos piedosos (...), se abraça aos filhos” -  transformando-o em sentimentalismo teatralizado, característico da pintura de história portuguesa.
Numa tela de grandes dimensões, Inês aterrorizada e pressentindo os assassinos, surge em tamanho natural, com uma torção de rosto em esgar doloroso, impondo a sua presença ao espectador. No entanto, as intenções icónicas são traídas pela insuficiência das soluções artísticas, que perdem em grandiosidade histórica para introduzir a naturalidade de uma cena de quotidiano.

### Ligação externa
- Página Oficial do Museu Nacional de Arte Contemporânea,